# Dieter Stellmacher
Dieter Stellmacher (* 3. Mai 1939 in Klosterheide) ist ein deutscher Philologe und Hochschullehrer.

## Leben und Wirken
Stellmacher studierte von 1959 bis 1964 Germanistik, Niederlandistik und Slavistik in Leipzig. Nach der Promotion 1968 war er von 1969 bis 1971 Deutschlektor in Finnland. 1975 erfolgte die Habilitation in Marburg. Anschließend war er Professor in Gießen und ab 1976 in Göttingen am Seminar für Deutsche Philologie – Niederdeutsche Sprache und Literatur. 1982 übernahm Stellmacher die Leitung der Arbeitsstelle Niedersächsisches Wörterbuch; seit 1976 gehörte er bereits in unmittelbarer wissenschaftlicher Verantwortlichkeit dem Beirat an. Stellmacher ist seit 1994 Vorsitzender des Ostfälischen Instituts. Von 1998 bis 2006 war er Vorsitzender der Internationalen Dialektologengesellschaft. Er ist Mitglied im Wissenschaftlichen Beirat des Vereins Deutsche Sprache (VDS)..
Seit 2005 ist er im Ruhestand. Der Lehrstuhl für Plattdeutsch wurde nicht wieder besetzt.
2007 wurde ihm die Ehrendoktorwürde der Universität Krasnojarsk verliehen.

## Schriften
- Studien zur gesprochenen Sprache in Niedersachsen. Eine soziolinguistische Untersuchung (= Deutsche Dialektgeographie. Bd. 82). Elwert, Marburg 1977, ISBN 3-7708-0555-0 (Zugleich: Marburg, Universität, Habilitations-Schrift, 1975).
- als Herausgeber mit Wolfgang Kramer und Ulrich Scheuermann: Gedenkschrift für Heinrich Wesche. Wachholtz, Neumünster 1979.
- Niederdeutsch. Formen und Forschungen (= Reihe Germanistische Linguistik. 31). Niemeyer, Tübingen 1981, ISBN 3-484-10415-5.
- Wer spricht Platt? Zur Lage des Niederdeutschen heute. Eine kurzgefaßte Bestandsaufnahme (= Schriften des Instituts für Niederdeutsche Sprache. Reihe Dokumentation. Nr. 14). Schuster, Leer 1987, ISBN 3-7963-0250-5.
- Niederdeutsche Sprache. Eine Einführung. (= Germanistische Lehrbuchsammlung. Bd. 26). Lang, Bern u. a. 1990, ISBN 3-261-04145-5.
- Niedersächsischer Dialektzensus. Statistisches zum Sprachgebrauch im Bundesland Niedersachsen (= Zeitschrift für Dialektologie und Linguistik. Beihefte. H. 88). Franz Steiner, Stuttgart 1995, ISBN 3-515-06641-1.
- Helmstedt und seine Sprachen. Ein sprachgeschichtlicher Überblick (= Veröffentlichungen des Ostfälischen Instituts der DEUREGIO Ostfalen. Bd. 3). Verlag für Regionalgeschichte, Bielefeld 1999, ISBN 3-89534-249-1.
- als Herausgeber: Ostfalen. Zur Geschichte und Sprache einer norddeutschen Landschaft (= Veröffentlichungen des Ostfälischen Instituts der DEUREGIO Ostfalen. Bd. 5). Verlag für Regionalgeschichte, Gütersloh 2005, ISBN 3-89534-555-5.